# Pietro Ferreira
Pietro Ferreira "Pedro" (Genova, 3 agosto 1921 – Torino, 23 gennaio 1945) è stato un partigiano italiano.
Tenente di fanteria e poi comandante di divisione nella Resistenza, fu insignito della Medaglia d'oro al valor militare alla memoria.

## Biografia
Pietro Ferreira, nome di battaglia "Pedro", allo scoppio della Seconda guerra mondiale si arruolò come volontario e frequentò la scuola allievi ufficiali di Moncalieri. Ad ottobre 1941 iniziò l'Accademia Militare di Modena, al termine della quale, nei primi mesi del 1943, partecipò alle operazioni di guerra in Dalmazia come sottotenente di fanteria in servizio permanente effettivo.
Dopo l'armistizio dell'8 settembre 1943, da Spalato si mosse verso il Friuli, entrando nelle formazioni partigiane.
Passò poi in Piemonte, entrando nella brigata di Giustizia e Libertà «Italia Libera» sotto il comando di Tancredi Duccio Galimberti, operando a Cuneo e in Valle Grana. Dalla 1ª Divisione Alpina GL, nelle Valli di Lanzo, si trasferì poi in Valle d'Aosta, organizzando, nella valle di Champorcher, le Brigate Mazzini, che furono il nucleo da cui si formò la 7ª Divisione Alpina GL che Ferreira comandò tra il Canavese e la Valle d'Aosta.
L'8 agosto 1944 fu catturato dai nazifascisti a Torino, ma riuscì ad ottenere la libertà grazie ad uno scambio di prigionieri.
Il 31 dicembre 1944 cadde nuovamente in mano nemica a causa di un tranello tesogli a Milano da un finto finanziatore della Resistenza, che lo fece arrestare dai fascisti.
Portato a Torino, fu processato dal "Tribunale contro la guerriglia" il 22 gennaio 1945 e condannato a morte; la fucilazione fu eseguita il 23 gennaio 1945 nel Poligono Nazionale del Martinetto di Torino da un plotone della Guardia Nazionale Repubblicana.
Insieme a Pietro Ferreira furono fucilati Orazio Barbero, Bruno Cibrario "Nebiolo", Dino Del Col, Amerigo Duò, Enrico Martino, Ulisse Mesi, Luigi Migliavacca, Giovanni Moncalero, Battista Zumaglino e Luigi Severgnini.
Gli fu conferita la Medaglia d'oro al valor militare alla memoria.

## Riconoscimenti e dediche
- L'Università di Genova, il 4 novembre 1946, gli ha conferito la laurea ad honorem in scienze commerciali.
- Il Comune di Genova ha intitolato a Pedro Ferreira l'omonima Piazza nel quartiere di Oregina.
- L'Unione Nazionale Ufficiali in Congedo d'Italia (U.N.U.C.I.) ha intitolato alla memoria della MOVM S.Ten. Pietro Ferreira la propria Sezione di Torino.